# 佐藤麻衣子
佐藤麻衣子（日语：／ Sato Maiko，1978年5月29日—），日本女子帆船运动员。她曾代表日本参加2002年亚洲运动会帆船比赛，获得一枚银牌。她也曾参加2000年和2004年夏季奥林匹克运动会。